# Џим Кларк
Џим Кларк (енгл. Jim Clark; Килмањи, 4. фебруар 1936 — Хокенхајм, 7. април 1968) је био британски возач формуле 1 и двоструки светски шампион.

## Биографија
Џим Кларк је рођен 4. фебруара 1936. године у сеоцету Килмањи, у грофовији Фајф у Шкотској.
Своју прву формула 1 трку је возио на Великој награди Холандије 1960. године.
Возио је за тим Лотуса.
Године 1961. на Великој награди Италије је био учесник једне од најстраховитијих несрећа у историји формуле 1.
Возило Волфганга фон Типса је закачило Кларков болид и одлетело у ваздух.
Поред возача погинуло је и 15 гледалаца.
Своју прву гран при победу остварио је на ВН Белгије 1962. године.
У следећих пар година владао је Ф1 сценом и освојио је светске титуле 1963. и 1965. године возећи за тим Лотус.
Погинуо у трци формуле 2, 7. априла 1968. године у Хокенхајму.
Узрок несреће није никад дефинитивно утврђен.
Ту сезону је освојио његов клупски колега Грејам Хил и победу је посветио Кларку.
Џими Кларк је трећи возач свих времена по броју пол-позиција, иза Шумахера и Сене.